# A lyga
A lyga – najwyższa w hierarchii klasa męskich ligowych rozgrywek piłkarskich na Litwie, będąca jednocześnie najwyższym szczeblem centralnym (I poziom ligowy), utworzona w 1990 roku i zarządzana przez Narodowe Stowarzyszenie Klubów Piłkarskich (lit. Nacionalinė futbolo klubų asociacija, NFKA), a wcześniej przez Litewski Związek Piłki Nożnej (LFF). Zmagania w jej ramach toczą się cyklicznie (co sezon) i przeznaczone są dla 8 najlepszych krajowych klubów piłkarskich. Jej triumfator zostaje Mistrzem Litwy, zaś najsłabsze drużyny są relegowane do I lygi (II ligi litewskiej).

## Historia
Mistrzostwa Litwy w piłce nożnej rozgrywane są od 1990 roku, przed rozpadem ZSRR w 1991. Wcześniej od 1922 roku organizowane mistrzostwa Litwy każdego roku, z wyjątkiem sezonu 1940/1941 z powodu okupacji radzieckiej. Po wkroczeniu wojsk niemieckich dwa sezony odbyły się podczas II wojny światowej. W okresie od 1945 do 1989 roku najsilniejsze kluby Litewskiej SRR – Žalgiris Wilno, Atlantas Kłajpeda i Inkaras Kowno – uczestniczyły w krajowych mistrzostwach ZSRR. W 1990 roku został reaktywowany Litewski Związek Piłki Nożnej i odrodzone mistrzostwa Litwy. Przed rokiem 1999 mistrzostwa odbywały się systemem "jesień-wiosna", a od 1999 odbywają się zgodnie z systemem "wiosna-jesień" w 4 rundy. W 2013 roku liga liczyła 9 drużyn, od 2014 – 10 drużyn, od 2016 – 8 drużyn, a w 2020 6 drużyn. W 2021 liczba drużyn zwiększona do 10.

## System rozgrywek
Obecny format ligi zakładający podział rozgrywek na 4 koła obowiązuje od sezonu 2000.
Rozgrywki składają się z 36 kolejek spotkań rozgrywanych pomiędzy drużynami systemem kołowym. Każda para drużyn rozgrywa ze sobą cztery mecze – dwa w roli gospodarza, dwa jako goście. Od sezonu 2021 w lidze występuje 10 zespołów. W przeszłości liczba ta wynosiła od 6 do 16. Drużyna zwycięska za wygrany mecz otrzymuje 3 punkty (do sezonu 1994/95 2 punkty), 1 za remis oraz 0 za porażkę.
Zajęcie pierwszego miejsca po ostatniej kolejce spotkań oznacza zdobycie tytułu Mistrzów Litwy w piłce nożnej. Mistrz Litwy kwalifikuje się do eliminacji Ligi Mistrzów UEFA. Druga oraz trzecia drużyna zdobywają możliwość gry w Lidze Europy UEFA.  Zwycięzca Pucharu Litwy startuje w eliminacjach do Ligi Konferencji Europy UEFA lub, w przypadku, w którym zdobywca krajowego pucharu zajmie pierwsze miejsce w lidze – możliwość gry w eliminacjach do Ligi Konferencji Europy otrzymuje również czwarta drużyna klasyfikacji końcowej. Zajęcie ostatniego miejsca wiąże się ze spadkiem drużyny do I lygi. Przedostatnia drużyna w tabeli walczy w barażach play-off z drugą drużyną I lygi o utrzymanie w najwyższej lidze.
W przypadku zdobycia tej samej liczby punktów, klasyfikacja końcowa ustalana jest w oparciu o wynik dwumeczu pomiędzy drużynami, w następnej kolejności w przypadku remisu – różnicą bramek w pojedynku bezpośrednim, następnie ogólnym bilansem bramkowym osiągniętym w sezonie, większą liczbą bramek zdobytych oraz w ostateczności losowaniem.

## Skład ligi w sezonie 2025
| Uczestnicy poprzedniej edycji | Uczestnicy poprzedniej edycji | Uczestnicy poprzedniej edycji | Uczestnicy poprzedniej edycji |
| --- | ----------------------------- | ----------------------------- | ----------------------------- |
| ŽAL | Žalgiris Wilno                | Wilno                         | 1                             |
| HEG | FC Hegelmann                  | Kowno                         | 2                             |
| KAU | Žalgiris Kowno                | Kowno                         | 3                             |
| DFK | DFK Dainava                   | Olita                         | 4                             |
| BAN | Banga Gorżdy                  | Gorżdy                        | 5                             |
| DZI | Džiugas Telsze                | Telsze                        | 6                             |
| SIA | FA Šiauliai                   | Szawle                        | 7                             |
| PAN | FK Poniewież                  | Poniewież                     | 8                             |
| po barażach |                               |                               |                               |
| SŪD | Sūduva Mariampol              | Mariampol                     | 9                             |
| Spadek z A lygi 2024 |                               |                               |                               |
| Szablon:Fb team TransINVEST | Szablon:Fb team TransINVEST   | Halin                         | 10                            |
| Awans z I lygi 2024 |                               |                               |                               |
| RIT | FK Riteriai                   | Troki                         | 1                             |
| Oznaczenia: - kolumna pierwsza – skróty nazw drużyn, - kolumna trzecia – siedziba klubu, - kolumna czwarta – miejsce zajęte w poprzednim sezonie. |                               |                               |                               |

## Statystyka

### Tabela medalowa
Mistrzostwo Litwy zostało do tej pory zdobyte przez 14 różnych drużyn. 8 z nich zostało mistrzami od wprowadzenia obecnych zasad rozgrywek od sezonu 1990.
Stan po zakończeniu sezonu 2023.
| Lp. | Klub                      | Miejsca na podium | Miejsca na podium | Miejsca na podium | Zwycięskie sezony                              |    |   |                                                                        |
| --- | ------------------------- | ----------------- | ----------------- | ----------------- | ---------------------------------------------- | -- | - | ---------------------------------------------------------------------- |
| Lp. | Klub                      | 1.                | Žalgiris Wilno    | 11                | Zwycięskie sezony                              | 13 | 4 | 1991, 1991/92, 1998/99, 2013, 2014, 2015, 2016, 2020, 2021, 2022, 2024 |
| 2.  | FBK Kowno                 | 8                 | 2                 | 1                 | 1999, 2000, 2001, 2002, 2003, 2004, 2006, 2007 |    |   |                                                                        |
| 3.  | Ekranas Poniewież         | 7                 | 4                 | 5                 | 1992/93, 2005, 2008, 2009, 2010, 2011, 2012    |    |   |                                                                        |
| 4.  | Kovas Kowno               | 6                 | 4                 | 1                 | 1924, 1925, 1926, 1933, 1935, 1936             |    |   |                                                                        |
| 5.  | KSS Kłajpeda              | 6                 | 3                 | 0                 | 1928, 1929, 1930, 1931, 1937, 1937/38          |    |   |                                                                        |
| 6.  | LFLS Kowno                | 5                 | 6                 | 2                 | 1922, 1923, 1927, 1932, 1942                   |    |   |                                                                        |
| 7.  | Sūduva Mariampol          | 3                 | 4                 | 5                 | 2017, 2018, 2019                               |    |   |                                                                        |
| 8.  | Kareda Szawle             | 2                 | 2                 | 1                 | 1996/97, 1997/98                               |    |   |                                                                        |
| 9.  | Inkaras Kowno             | 2                 | 0                 | 1                 | 1994/95, 1995/96                               |    |   |                                                                        |
| 10. | LGSF Kowno                | 1                 | 1                 | 4                 | 1938/39                                        |    |   |                                                                        |
| 11. | FK Poniewież              | 1                 | 0                 | 1                 | 2023                                           |    |   |                                                                        |
| 11. | ROMAR Możejki             | 1                 | 0                 | 1                 | 1993/94                                        |    |   |                                                                        |
| 11. | Sirijus Kłajpeda          | 1                 | 0                 | 1                 | 1990                                           |    |   |                                                                        |
| 14. | MSK Kowno                 | 1                 | 0                 | 0                 | 1934                                           |    |   |                                                                        |
| 14. | Tauras Kowno              | 1                 | 0                 | 0                 | 1942/43                                        |    |   |                                                                        |
| 16. | Atlantas Kłajpeda         | 0                 | 3                 | 5                 |                                                |    |   |                                                                        |
| 17. | Riteriai Wilno            | 0                 | 2                 | 3                 |                                                |    |   |                                                                        |
| 18. | MSK Panevėžys             | 0                 | 2                 | 0                 |                                                |    |   |                                                                        |
| 19. | LDS Szawle                | 0                 | 1                 | 3                 |                                                |    |   |                                                                        |
| 19. | Vėtra Wilno               | 0                 | 1                 | 3                 |                                                |    |   |                                                                        |
| 21. | Žalgiris Kowno            | 0                 | 1                 | 2                 |                                                |    |   |                                                                        |
| 22. | KSK Kultus Kowno          | 0                 | 1                 | 1                 |                                                |    |   |                                                                        |
| 22. | Panerys Wilno             | 0                 | 1                 | 1                 |                                                |    |   |                                                                        |
| 22. | Sportverein Pojegi        | 0                 | 1                 | 1                 |                                                |    |   |                                                                        |
| 22. | Kruoja Pokroje            | 0                 | 1                 | 0                 |                                                |    |   |                                                                        |
| 22. | Lietuvos Makabi Wilno     | 0                 | 1                 | 0                 |                                                |    |   |                                                                        |
| 22. | Sportverein Szawle        | 0                 | 1                 | 0                 |                                                |    |   |                                                                        |
| 28. | Freya Kłajpeda            | 0                 | 0                 | 3                 |                                                |    |   |                                                                        |
| 29. | Gubernija Szawle          | 0                 | 0                 | 2                 |                                                |    |   |                                                                        |
| 30. | Banga Kowno               | 0                 | 0                 | 1                 |                                                |    |   |                                                                        |
| 30. | FA Szawle                 | 0                 | 0                 | 1                 |                                                |    |   |                                                                        |
| 30. | KSS Telsze                | 0                 | 0                 | 1                 |                                                |    |   |                                                                        |
| 30. | LFLS Wilno                | 0                 | 0                 | 1                 |                                                |    |   |                                                                        |
| 30. | LFLS-2 Kowno              | 0                 | 0                 | 1                 |                                                |    |   |                                                                        |
| 30. | LGSF Wilno                | 0                 | 0                 | 1                 |                                                |    |   |                                                                        |
| 30. | Makabi Szawle             | 0                 | 0                 | 1                 |                                                |    |   |                                                                        |
| 30. | MTV Szawle                | 0                 | 0                 | 1                 |                                                |    |   |                                                                        |
| 30. | Spielvereinigung Kłajpeda | 0                 | 0                 | 1                 |                                                |    |   |                                                                        |
| 30. | Sveikata Kibarty          | 0                 | 0                 | 1                 |                                                |    |   |                                                                        |
| 30. | Šaulys Wiłkomierz         | 0                 | 0                 | 1                 |                                                |    |   |                                                                        |
| 30. | Švyturys Kłajpeda         | 0                 | 0                 | 1                 |                                                |    |   |                                                                        |